# KHD DG 1100 BBM
Die DG 1100 BBM ist eine Diesellokomotive des Herstellers Klöckner-Humboldt-Deutz (KHD) aus dem Typenprogramm von 1968. Das vierachsige Fahrzeug war die letzte vom Hersteller produzierte Lokomotive. Das einzige Exemplar dieses Typs wurde 1970 für die Klöckner Hütte Bremen gebaut. 1982 kam die Lokomotive zur Westfälischen Landes-Eisenbahn und war hier einige Jahre im Einsatz. Die Lok wurde 2015 an ein Unternehmen in der Schweiz verkauft und war 2019 noch vorhanden.

## Geschichte
1970 wurde diese Lokomotive aus dem Typenprogramm 1968 als letzte gebaute Lokomotive vom Hersteller KHD geliefert. Die Bezeichnung DG 1100 BBM bedeutete: Drehgestelllokomotive mit Gelenkwellenantrieb, 1100 PS Motorleistung, Achsfolge B’B’ und die Ausführung mit Mittelführerstand.
Die Lokomotive gelangte zuerst unter der Bezeichnung D104 an die Klöckner Hütte Bremen und war dort bis Anfang der 1980er Jahre im Dienst.

### WLE VL 0640
Sie wurde daraufhin an die Westfälische Landes-Eisenbahn verkauft und erhielt dort die Bezeichnung VL 0640. Bei der WLE verblieb die Lokomotive über 20 Jahre und erhielt 2007 im deutschen Fahrzeugeinstellungsregister die NVR-Nummer 98 80 0423 004-1 D-WLE. Die Lok hatte zuletzt die Nummer 40 und den Namen Warstein getragen.
2015 wurde das Einzelstück in die Schweiz an das Unternehmen Tensol Rail SA verkauft und trägt nun die NVR-Nummer 98 85 5 847 834-9 CH-TRGTI.

## Technische Beschreibung
Die 1970 entstandene Lokomotive gehörte zu einer drei Typen umfassenden Reihe aus dem Typenprogramm von KHD aus dem Jahr 1968. Die Ende der 1960er Jahre serienreif entwickelte elektronische Steuerung von Dieselmotoren veranlasste die Firma zur Aufstellung eines neuen Programmes.
Das Merkmal der Lokomotive ist eine Maschinenanlage und dadurch zwei unterschiedlich lange Vorbauten. Während in der Ursprungsform die Vorbauten eine kleine Abschrägung hatten, erhielt sie später gerade Vorbauten.
Der Zwölfzylinder-Zweitakt-Dieselmotor gab seine Kraft an ein Strömungsgetriebe von Voith ab, er war mit seiner Nenndrehzahl von 750/min ein Langsamläufer. Der Motor hatte eine elektronische Steuerung.
Bei der Hauptuntersuchung 1992 wurde der Lokomotive ein Sechzehnzylinder-Viertakt-Dieselmotor von Caterpillar eingebaut, der ebenfalls eine Leistung von 1100 PS (809 kW) abgab. Dieser Motor war ein Schnellläufer. 2002 wurde dieser Motor noch einmal gegen einen Achtzylinder-Viertakt-Dieselmotor vom gleichen Hersteller mit annähernd gleicher Leistung getauscht, ebenfalls ein Schnellläufer. Das Getriebe wurde bei diesen Arbeiten nicht gewechselt. Gegenüber den Lokomotiven des Typenprogrammes 1959 wurden Drehgestelle mit technischen Verbesserungen eingesetzt.